# O Círculo de Giz Caucasiano
O Círculo de Giz Caucasiano é uma peça de teatro escrita em 1944 pelo escritor alemão Bertolt Brecht nos Estados Unidos e estreada em 1948. A ação é situada na época da Revolução Russa. 

Esta peça foi escolhida para inaugurar o Teatro Aberto, em Lisboa, em 1976, encenada por João Lourenço. Contava com mais de 30 atores e músicos, esteve em cena um ano.

## Sinopse
O Círculo de Giz Caucasiano fala de questões como a Justiça, a guerra e o amor maternal, pela história de Miguel, um bebê filho de um Governador assassinado durante uma revolta. Abandonado pela mãe, Natella Abaschvíli, mais preocupada em salvar sua própria cabeça (e seus vestidos), é salvo por Grusche, uma empregada que põe sua própria vida em risco para cuidar da criança. Mais tarde, esta recusa entregar Miguel à mãe natural.
Há uma tradução para a língua portuguesa de Manuel Bandeira, edição da Editora Cosac Naify.